# Kapitulacija
Kapitulacija (lat. capitulare, dogovoriti uvjete) je politički ili vojni sporazum, odnosno čin kojim država ili veća vojna formacija tijekom rata ili sličnog oružanog sukoba pristaje na prestanak oružanog otpora, odnosno predaju teritorija, ljudstva ili opreme neprijateljskoj državi, vojsci ili paravojnoj formaciji pod određenim uvjetima. Kapitulacija bez postavljenih uvjeta se naziva bezuvjetna kapitulacija.
Za stranu koja se odlučila na kapitulaciju govori se da je kapitulirala. Taj se izraz u prenesenom značenju rabi i u drugim djelatnostima. Tako se za investitore koji su se trajno ili u potpunosti povukli s financijskog tržišta govori da su "potpisali kapitulaciju".